# Joaquim João
Joaquim João Fernandes (ur. 1 października 1952 w Mopeii – zm. 8 kwietnia 2016) – mozambicki piłkarz grający na pozycji pomocnika. W swojej karierze grał w reprezentacji Mozambiku.

## Kariera klubowa
W swojej karierze piłkarskiej João grał w klubach Clube Ferroviário de Maputo i CD Maxaquene. Wraz z Ferroviário wywalczył trzy tytuły mistrza Mozambiku w sezonach 1970, 1972 i 1982 oraz zdobył Puchar Mozambiku w 1978 roku.

## Kariera reprezentacyjna
W 1986 roku João został powołany do reprezentacji Mozambiku na Puchar Narodów Afryki 1986. Na tym turnieju rozegrał dwa mecze grupowe: z Wybrzeżem Kości Słoniowej (0:3) i z Senegalem (0:2).